# Ceroxys fraudulosa
Ceroxys fraudulosa är en tvåvingeart som först beskrevs av Friedrich Hermann Loew 1864.  Ceroxys fraudulosa ingår i släktet Ceroxys och familjen fläckflugor. Inga underarter finns listade i Catalogue of Life.